# Magyar labdarúgó-szuperkupa
A magyar labdarúgó-szuperkupa egy 1992-ben alapított, a Magyar Labdarúgó-szövetség által kiírt kupa, amely tradicionálisan az új idény első meccsét jelenti, s az előző év bajnoka játszik az előző év kupagyőztesével. A legsikeresebb csapat a Ferencváros gárdája, hat győzelemmel.

## Története
A kupát 1992-ben alapították, de 1995 és 2002 között nem rendezték meg. 1998-ban tervbe vették a mérkőzést, de  mivel megismétlődött volna a botrányba fulladt kupadöntő párosítása (Újpest–MTK Hungária), az MLSZ elállt a rendezéstől. Eleinte egy, majd 2005-től 2008-ig két mérkőzésen dőlt el a kupa sorsa (2008-ban csak egy mérkőzés volt, mivel az MTK lemondott a hazai meccsről.)  2009-től újra egy meccs dönt.  Ha a bajnok és a kupagyőztes ugyanaz a csapat, a szuperkupát automatikusan megnyeri, ez a Ferencvárosnak sikerült 1995-ben, 2004-ben és 2016-ban. (1997-ben az MTK ugyan bajnok és kupagyőztes is lett, de nem kapta meg a szuperkupát). 2010-ben ezen módosítottak: a Debreceni VSC megnyerte a bajnokságot és a kupát is, de a Sport TV ragaszkodott a mérkőzéshez, ezért a bajnoki ezüstérmes Videoton volt az ellenfél. Hasonló volt a helyzet 2012-ben, ugyanezzel a két csapattal. 2013-tól hivatalosan visszaállt a korábbi szabályozás, amit először 2016-ban alkalmaztak. 2017 nyarán nem került megrendezésre.

## Korábbi elnevezések
- Borsodi Szuperkupa (2005)

## Mérkőzések
Az alábbi táblázatban szerepelnek a  magyar labdarúgó-szuperkupa összes eddigi hagyományos lebonyolítású döntői, 1992-től napjainkig.
| Kiírás | Bajnok           | Kupagyőztes     | Eredmény         | Helyszín              | Nézőszám |
| ------ | ---------------- | --------------- | ---------------- | --------------------- | -------- |
| 1992   | Ferencváros      | Újpest          | 1–3              | Népstadion            | 12 000   |
| 1993   | Kispest-Honvéd   | Ferencváros     | 1–2              | Népstadion            | 20 000   |
| 1994   | Vác              | Ferencváros     | 1–2              | Népstadion            | 8 000    |
| 1995   | Ferencváros      | Ferencváros     |                  |                       |          |
| 2002   | Zalaegerszegi TE | Újpest          | 1–3              | Révész Géza utca      | 6 000    |
| 2003   | MTK Hungária     | Ferencváros     | 2–0              | Puskás Ferenc Stadion | 3 000    |
| 2004   | Ferencváros      | Ferencváros     |                  |                       |          |
| 2005   | Debreceni VSC    | FC Sopron       | 2–4              | Káposztás utca        | 2 000    |
| 2005   | Debreceni VSC    | FC Sopron       | 3–0              | Oláh Gábor utca       | 6 000    |
| 2006   | Debreceni VSC    | Fehérvár        | 1–0              | Sóstói Stadion        | 3 000    |
| 2006   | Debreceni VSC    | Fehérvár        | 2–1              | Oláh Gábor utca       | 8 000    |
| 2007   | Debreceni VSC    | Budapest Honvéd | 1–1              | Bozsik József Stadion | 2 500    |
| 2007   | Debreceni VSC    | Budapest Honvéd | 3–0              | Oláh Gábor utca       | 7 000    |
| 2008   | MTK Budapest     | Debreceni VSC   | 0–0 (11-es: 3–2) | Oláh Gábor utca       | 5 000    |
| 2009   | Debreceni VSC    | Budapest Honvéd | 1–0              | Révész Géza utca      | 1 000    |
| 2011   | Videoton         | Kecskeméti TE   | 1–0              | Széktói Stadion       | 6 000    |
| 2013   | Győri ETO FC     | Debreceni VSC   | 3–0              | Puskás Ferenc Stadion | 2 000    |
| 2014   | Debreceni VSC    | Újpest          | 0–0 (11-es: 4–5) | Puskás Ferenc Stadion | 2 000    |
| 2015   | Videoton         | Ferencváros     | 0–3              | Sóstói Stadion        | 3 679    |
| 2016   | Ferencváros      | Ferencváros     |                  |                       |          |

Az alábbi táblázatban szerepelnek magyar labdarúgó-szuperkupa összes eddigi nem hagyományos lebonyolítású döntői.
| Kiírás | Bajnok és kupagyőztes | Bajnoki ezüstérmes | Eredmény         | Helyszín        | Nézőszám |
| ------ | --------------------- | ------------------ | ---------------- | --------------- | -------- |
| 2010   | Debreceni VSC         | Videoton           | 1–0              | Oláh Gábor utca | 1 500    |
| 2012   | Debreceni VSC         | Videoton           | 1–1 (11-es: 3–5) | Sóstói Stadion  | 5 000    |

## Statisztika

### Győzelmek klubonként
| Csapat           | Győztes                                | Döntős                     |
| ---------------- | -------------------------------------- | -------------------------- |
| Ferencváros      | 6 (1993, 1994, 1995, 2004, 2015, 2016) | 2 (1992, 2003)             |
| Debreceni VSC    | 5 (2005, 2006, 2007, 2009, 2010)       | 4 (2008, 2012, 2013, 2014) |
| Újpest           | 3 (1992, 2002, 2014)                   |                            |
| MTK Budapest     | 2 (2003, 2008)                         |                            |
| Videoton         | 2 (2011, 2012)                         | 3 (2006, 2010,2015)        |
| Győri ETO        | 1 (2013)                               |                            |
| Budapest Honvéd  |                                        | 3 (1993, 2007, 2009)       |
| FC Sopron        |                                        | 1 (2005)                   |
| Zalaegerszegi TE |                                        | 1 (2002)                   |
| Dunakanyar-Vác   |                                        | 1 (1994)                   |

### Helyszínek
| Helyszín                           | # | Évek                               |
| ---------------------------------- | - | ---------------------------------- |
| Puskás Ferenc Stadion (Népstadion) | 6 | 1992, 1993, 1994, 2003, 2013, 2014 |
| Oláh Gábor utca                    | 5 | 2005, 2006, 2007, 2008, 2010       |
| Sóstói Stadion                     | 3 | 2006, 2012, 2015                   |
| Révész Géza utca                   | 2 | 2002, 2009                         |
| Bozsik József Stadion              | 1 | 2007                               |
| Káposztás utca                     | 1 | 2005                               |
| Széktói Stadion                    | 1 | 2011                               |

## Külső hivatkozások
- A Magyar Labdarúgó-szövetség hivatalos honlapja